# Château Lastours
Pour les articles homonymes, voir Château de Lastours (homonymie).
Le château Lastours ou château Dor de Lastours, est un château situé au hameau d'Avits, à Castres, dans le Tarn, en région Occitanie (France). 
Siège de la seigneurie de Carbes, c'est le lieu de naissance d’Élie Dor de Lastours.

## Historique
Le site du château de Lastours est cité dès le début du XVIIIe siècle, comme siège de la seigneurie de Carbes, lorsque la famille Dor de Lastours, en la personne de Joseph Dor de Lastours, la rachète à la famille de Fregeville. 
Néanmoins, la bâtisse actuelle n'est édifiée qu'au XIXe siècle.

## Architecture
- Si vous ne connaissez pas le sujet, laissez ce bandeau (vous pouvez alors contacter les auteurs).
- Si vous supprimez le contenu mis en cause (vous pouvez préalablement contacter les auteurs),

argumentez précisément cette suppression dans la page de discussion
(un manque de référence n'est pas un argument ; une recherche réelle de référence doit avoir été effectuée, être formellement documentée).
Le château Lastours est une magnifique demeure bourgeoise bâtie sur 4 étages. L'édifice s'étend d'ouest en est sous la forme d'un massif corps de logis rectangulaire flanqué de quatre tours rondes, deux au Nord, deux au sud[source insuffisante]. La façade Sud est de loin la plus ouvragée : l'entrée de la demeure est surmonté d'un balcon qui repose sur une colonnade, et le troisième étage s'ouvre sur une longue loggia à sept arcades en anse de panier. Le toit présente des allures flamandes.[réf. souhaitée]

Au sud du château s'étend deux carrés de jardins à la française, présentant de beaux entrelacs, tandis qu'au Nord on trouve une fontaine sculptée. A l'Ouest, une longue dépendance en forme de L vient compléter le domaine. 

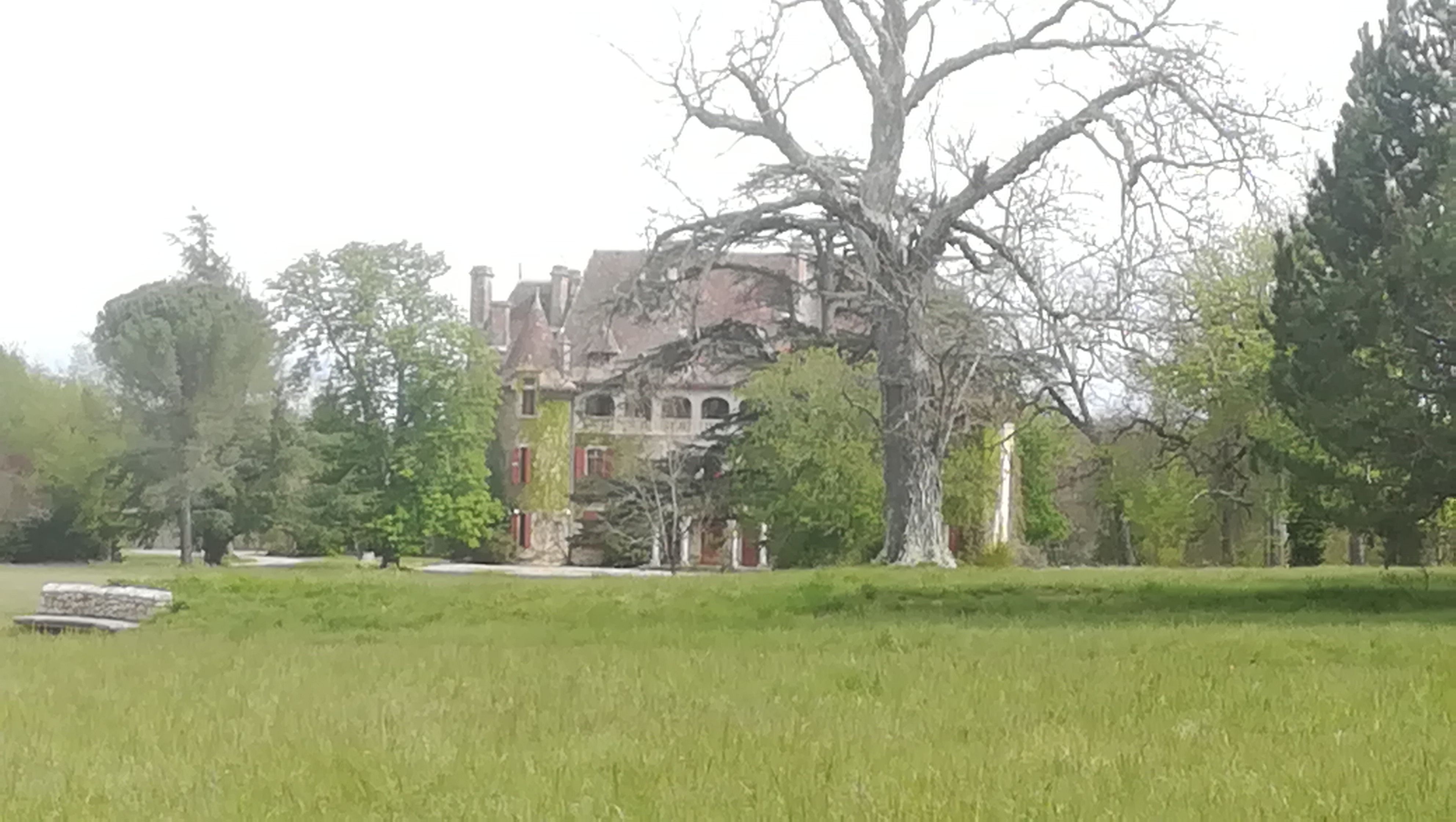
Vue du château, 2021
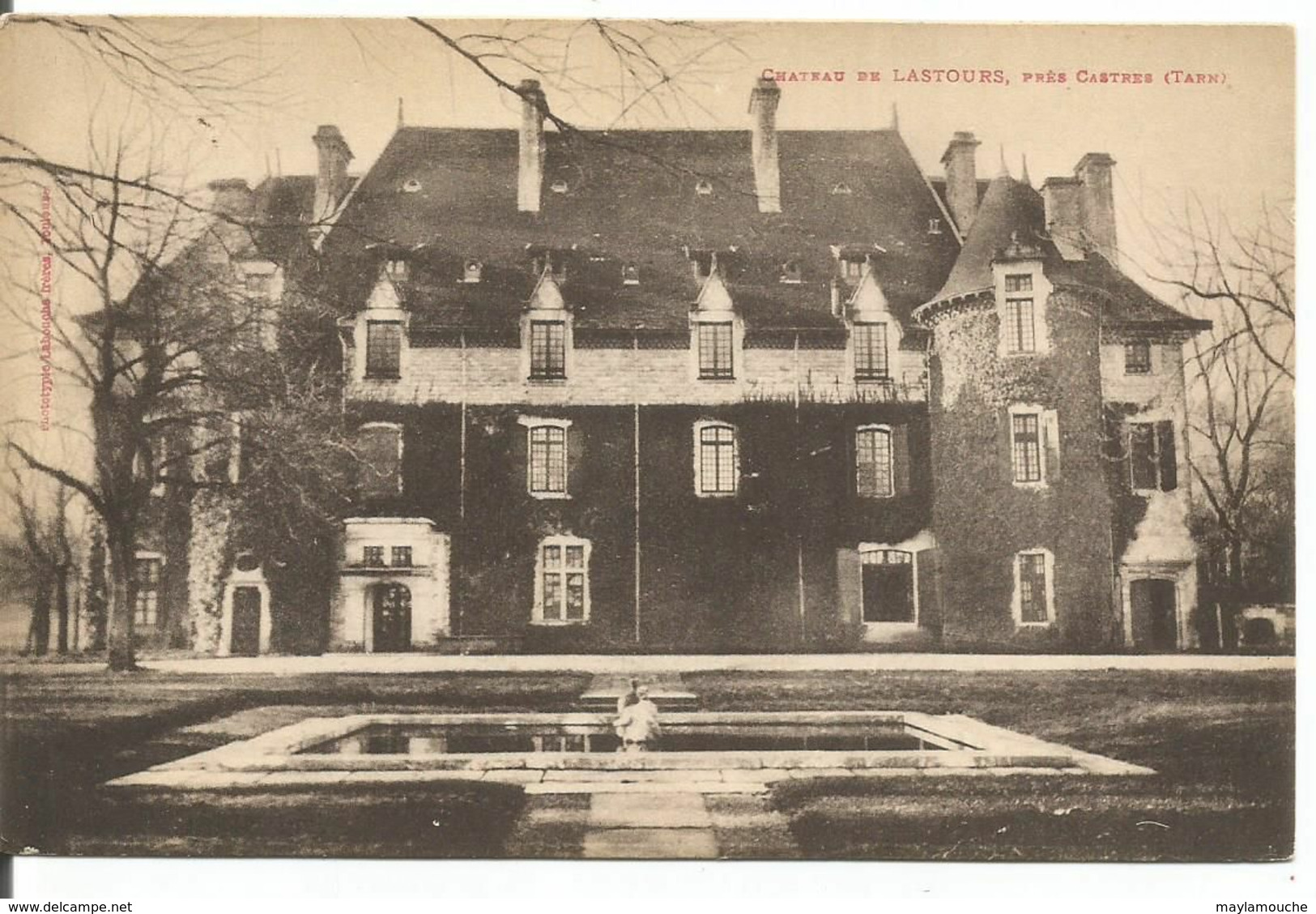
La façade Nord du château et la fontaine, début XXe siècle.
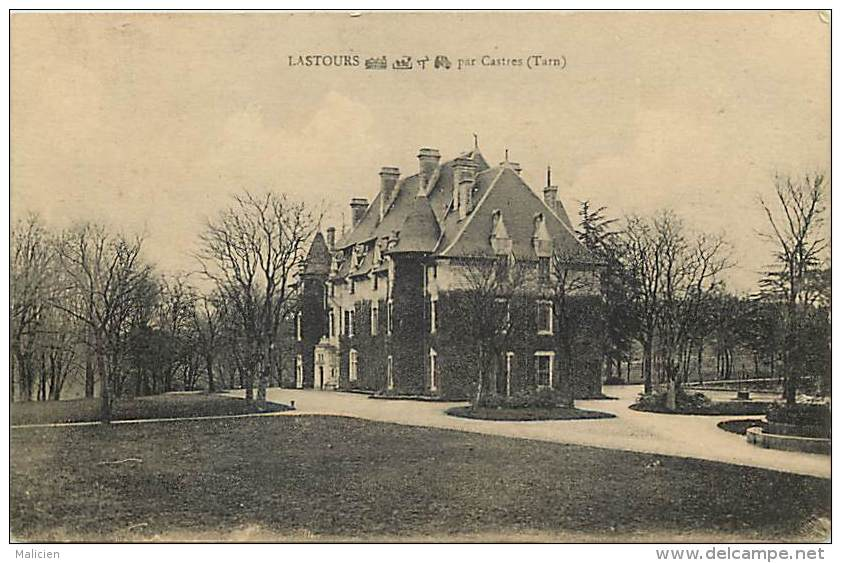
Le château, début XXe siècle.